# 75e cérémonie des British Academy Film Awards
La 75e cérémonie des British Academy Film Awards, organisée par la British Academy of Film and Television Arts (BAFTA), a lieu le 13 mars 2022 au Royal Albert Hall pour récompenser les films sortis en 2021. 
Les nominations sont dévoilées le 3 février 2022. Le film Dune est le plus nommé, avec 11 nominations et remporte 5 prix,.

## Palmarès

### Meilleur film
Note : la catégorie du meilleur film récompense les producteurs.
- The Power of the Dog – Jane Campion, Iain Canning, Roger Frappier, Tanya Seghatchian et Emile Sherman
  - Belfast – Laura Berwick, Kenneth Branagh, Becca Kovacik and Tamar Thomas
  - Don't Look Up : Déni cosmique (Don't Look Up) – Adam McKay and Kevin Messick
  - Dune – Cale Boyter, Mary Parent et Denis Villeneuve
  - Licorice Pizza – Paul Thomas Anderson, Sara Murphy and Adam Somner

### Meilleur film britannique
Note : la catégorie du meilleur film britannique récompense les producteurs.
- Belfast – Kenneth Branagh, Laura Berwick, Becca Kovacik et Tamar Thomas
  - After Love – Aleem Khan et Matthieu de Braconier
  - Ali & Ava – Clio Barnard et Tracy O'Riordan
  - The Chef  (Boiling Point) – Philip Barantini, Bart Ruspoli, Hester Ruoff et James Cummings
  - Cyrano – Joe Wright, Tim Bevan, Eric Fellner, Guy Heely et Erica Schmidt
  - Tout le monde parle de Jamie (Everybody's Talking About Jamie) – Jonathan Butterell, Peter Carlton, Mark Herbert et Tom MacRae
  - House of Gucci – Ridley Scott, Mark Huffam, Giannina Scott, Kevin J. Walsh (en), Roberto Bentivegna et Becky Johnston
  - Last Night in Soho – Edgar Wright, Tim Bevan, Eric Fellner, Nira Park et Krysty Wilson-Cairns
  - Mourir peut attendre (No Time to Die) – Cary Joji Fukunaga, Barbara Broccoli, Michael G. Wilson, Neal Purvis, Robert Wade et Phoebe Waller-Bridge
  - Clair-obscur (Passing) – Rebecca Hall, Margot Hand, Nina Yang Bongiovi et Forest Whitaker

### Meilleure réalisation
- Jane Campion – The Power of the Dog
  - Paul Thomas Anderson – Licorice Pizza
  - Audrey Diwan – L'Événement
  - Julia Ducournau – Titane
  - Ryusuke Hamaguchi – Drive My Car
  - Aleem Khan – After Love

### Meilleur acteur
- Will Smith – La Méthode Williams (King Richard)
  - Adeel Akhtar – Ali & Ava
  - Mahershala Ali – Swan Song
  - Benedict Cumberbatch – The Power of the Dog
  - Leonardo DiCaprio – Don't Look Up : Déni cosmique (Don't Look Up)
  - Stephen Graham – The Chef  (Boiling Point)

### Meilleure actrice
- Joanna Scanlan – After Love 
  - Lady Gaga – House of Gucci
  - Alana Haim – Licorice Pizza
  - Emilia Jones – Coda
  - Renate Reinsve – Julie (en 12 chapitres)
  - Tessa Thompson – Clair-obscur (Passing)

### Meilleur acteur dans un second rôle
- Troy Kotsur – Coda
  - Mike Faist – West Side Story
  - Ciarán Hinds – Belfast
  - Woody Norman – Nos âmes d'enfants (C'mon C'mon)
  - Jesse Plemons – The Power of the Dog
  - Kodi Smit-McPhee – The Power of the Dog

### Meilleure actrice dans un second rôle
- Ariana DeBose – West Side Story
  - Caitriona Balfe – Belfast
  - Jessie Buckley – The Lost Daughter
  - Ann Dowd – Mass
  - Aunjanue Ellis – La Méthode Williams (King Richard)
  - Ruth Negga – Clair-obscur (Passing)

### Meilleur scénario adapté
- Coda – Sian Heder
  - Drive My Car – Ryusuke Hamaguchi et Takamasa Oe
  - Dune – Eric Roth, Jon Spaihts et Denis Villeneuve
  - The Lost Daughter – Maggie Gyllenhaal
  - The Power of the Dog – Jane Campion

### Meilleur scénario original
- Licorice Pizza – Paul Thomas Anderson
  - Being the Ricardos – Aaron Sorkin
  - Belfast – Kenneth Branagh
  - Don't Look Up : Déni cosmique (Don't Look Up) – Adam McKay
  - La Méthode Williams (King Richard) – Zach Baylin

### Meilleurs décors
- Dune – Patrice Vermette et Zsuzsanna Sipos
  - Cyrano – Sarah Greenwood et Katie Spencer
  - The French Dispatch – Adam Stockhausen et Rena DeAngelo
  - Nightmare Alley – Tamara Deverell et Shane Vieau
  - West Side Story – Adam Stockhausen et Rena DeAngelo

### Meilleurs costumes
- Cruella – Jenny Beavan
  - Cyrano – Massimo Cantini Parrini
  - Dune – Robert Morgan et Jacqueline West
  - The French Dispatch – Milena Canonero
  - Nightmare Alley – Luis Sequeira

### Meilleurs maquillages et coiffures
- Dans les yeux de Tammy Faye - (The Eyes of Tammy Faye) – Linda Dowds, Stephanie Ingram et Justin Raleigh
  - Cruella – Naomi Donne et Nadia Stacey
  - Cyrano – Alessandro Bertolazzi et Siân Miller
  - Dune – Love Larson et Donald Mowat
  - House of Gucci – Frederic Aspiras, Jane Carboni, Giuliano Mariana et Sarah Nicole Tanno

### Meilleure photographie
- Dune – Greig Fraser
  - Nightmare Alley – Dan Laustsen
  - No Time to Die – Linus Sandgren
  - The Power of the Dog – Ari Wegner
  - Macbeth (The Tragedy of Macbeth) – Bruno Delbonnel

### Meilleur montage
- No Time to Die – Tom Cross and Elliot Graham
  - Belfast – Úna Ní Dhonghaíle
  - Dune – Joe Walker
  - Licorice Pizza – Andy Jurgensen
  - Summer of Soul – Joshua L. Pearson

### Meilleurs effets visuels
- Dune – Brian Connor, Paul Lambert, Tristan Myles et Gerd Nefzer
  - Free Guy – Swen Gillberg, Bryan Grill, Nikos Kalaitzidis et Dan Sudick
  - Ghostbusters: Afterlife – Aharon Bourland, Sheena Duggal, Pier Lefebvre et Alessandro Ongaro
  - Matrix Resurrections – Tom Debenham, Huw J. Evans, Dan Glass et J. D. Schwalm
  - No Time to Die – Mark Bakowski, Chris Corbould, Joel Green et Charlie Noble

### Meilleur son
- Dune – Ron Bartlett, Theo Green, Doug Hemphill, Mark Mangini et Mac Ruth
  - Last Night in Soho – Tim Cavagin, Dan Morgan, Colin Nicolson et Julian Slater
  - No Time to Die – James Harrison, Simon Hayes, Paul Massey, Oliver Tarney (en) et Mark Taylor
  - Sans un bruit 2 (A Quiet Place Part II) – Erik Aadahl, Michael Barosky, Brandon Proctor et Ethan Van der Ryn
  - West Side Story – Brian Chumney, Tod A. Maitland, Andy Nelson et Gary Rydstrom

### Meilleure musique de film
- Dune – Hans Zimmer
  - Being the Ricardos – Daniel Pemberton
  - Don't Look Up : Déni cosmique (Don't Look Up) – Nicholas Britell
  - The French Dispatch – Alexandre Desplat
  - The Power of the Dog – Jonny Greenwood

### Meilleur film en langue étrangère
- Drive My Car – Ryusuke Hamaguchi et Teruhisa Yamamoto
  - La Main de Dieu – Paolo Sorrentino et Lorenzo Mieli
  - Madres paralelas – Pedro Almodóvar et Agustín Almodóvar
  - Petite Maman – Céline Sciamma et Bénédicte Couvreur
  - Julie (en 12 chapitres) – Joachim Trier et Thomas Robsahm

### Meilleur film d'animation
- Encanto – Jared Bush, Byron Howard, Yvett Merino et Clark Spencer
  - Flee – Jonas Poher Rasmussen et Monica Hellström
  - Luca – Enrico Casarosa et Andrea Warren
  - Les Mitchell contre les machines – Mike Rianda, Phil Lord et Christopher Miller

### Meilleur film documentaire
- Summer of Soul – Ahmir "Questlove" Thompson, David Dinerstein, Robert Fyvolent et Joseph Patel
  - Becoming Cousteau – Liz Garbus et Dan Cogan
  - Cow – Andrea Arnold et Kat Mansoor
  - Flee – Jonas Poher Rasmussen et Monica Hellström
  - The Rescue – Elizabeth Chai Vasarhelyi, Jimmy Chin, John Battsek et P. J. van Sandwijk

### Meilleur casting
- West Side Story – Cindy Tolan
  - Dune – Francine Maisler
  - La Main de Dieu – Massimo Appolloni et Annamaria Sambucco
  - La Méthode Williams (King Richard) – Rich Delia et Avy Kaufman

### Meilleur court métrage
- The Black Cop – Cherish Oleka
  - Femme – Sam H. Freeman, Ng Choon Ping, Sam Ritzenberg et Hayley Williams
  - The Palace – Jo Prichard
  - Stuffed – Joss Holden-Rea et Theo Rhys
  - Three Meetings of the Extraordinary Committee – Max Barron, Daniel Wheldon et Michael Woodward

### Meilleur court métrage d'animation
- Do Not Feed the Pigeons – Antonin Niclass, Vladimir Krasilnikov et Jordi Morera
  - Affairs of the Art – Les Mills et Joanna Quinn
  - Night of the Living Dread – Danielle Goff, Hannah Kelso, Ida Melum et Laura Jayne Tunbridge

### Meilleur nouveau scénariste, réalisateur ou producteur britannique
- The Harder They Fall – Jeymes Samuel (scénariste/réalisateur)
  - After Love – Aleem Khan (scénariste/réalisateur)
  - The Chef  (Boiling Point) – James Cummings (scénariste) et Hester Ruoff (producteur)
  - Keyboard Fantasies – Posy Dixon (scénariste/réalisateur) et Liv Proctor (producteur)
  - Clair-obscur (Passing) – Rebecca Hall (scénariste/réalisateur)

### EE Rising Star Award
- Lashana Lynch
  - Ariana DeBose
  - Harris Dickinson
  - Millicent Simmonds
  - Kodi Smit-McPhee